# انریکه آیالا مورا
انریکه آیالا مورا (انگلیسی: Enrique Ayala Mora؛ زادهٔ ۱۳ نوامبر ۱۹۵۰ (۷۱ سال)) مورخ، استاد دانشگاه، روزنامه‌نگار، و سیاست‌مدار اهل اکوادور است. مورا بین سال‌های ۲۰۱۹ تا ۲۰۲۱ میلادی فعالیت داشت. وی ایدئولوگ حزب سوسیالیست اکوادور، و بنیانگذار و رئیس سابق مقر کیتو بود که در دانشگاه آندینا سیمون بولیوار تدریس می‌کرد.
وی در رشته‌های علمی به مدرک دکترا دست یافت. او در تاریخ معاصر اکوادور به عنوان یک مورخ مهم کشورش به‌شمار می‌رود. او به عنوان استاد در دانشگاه مرکزی اکوادور و دانشگاه آندینا سیمون بولیوار کار می‌کند.
از نظر سیاسی مورا یکی از اعضای حزب سوسیالیست اکوادور است و برای سه دوره در کنگره ملی حضور داشت. وی اخیراً عضو جناح ضددولتی در حزب خود با نام نوسازی سوسیالیسم است که مخالف موضع رسمی حزب در دولت رافائل کورئا می‌باشد.

## زندگی‌نامه

### دوران کودکی
انریکه آیالا در ۱۳ نوامبر ۱۹۵۰ به دنیا آمد. پدرش انریکه آیالا پاسکوئل از هواداران ولاسکویسمو بود، او یک خانواده سنتی کاتولیک تشکیل داد. انریکه دارای هشت فرزند است. او تحصیلات ابتدایی خود را در ۱۹۵۶ در انستیتو روزالس د لوس هرمانوس کریستیانوس آغاز کرد و تحصیلات متوسطه خود را از ۱۹۶۲ در مدرسه سانچز و سیفوئنتس گذراند و در ۱۹۶۸ موفق به کسب مدرک لیسانس در رشته علوم انسانی مدرن شد.

## زندگی علمی و سیاسی
انریکه مدرک کارشناسی خود را در ۱۹۷۲ و در ۱۹۷۵ دکترای خود را در آموزش و پرورش از دانشگاه کاتولیک پاپی اکوادور دریافت کرد. او در این دانشگاه ارتباط خود را با سوسیالیسم آغاز نمود و از روند نوسازی دانشگاه در تغییر سیستم اعتباری حمایت کرد که در آن اعضای اوپوس دی به مخالفان او تبدیل شدند.
انریکه از سالی که مدرک خود را دریافت کرد، توسط هرنان مالو گونزالس به عنوان هماهنگ‌کننده آکادمیک دپارتمان علوم اجتماعی و سیاسی و مدیر سمینارهای اندیشه سیاسی اکوادور منصوب شد و در دانشگاه شروع به کار کرد. در همان زمان به جوانان سوسیالیست انقلابی پیوست و به عنوان نماینده دانشجویان در شورای علمی دانشگاه کاتولیک انتخاب شد.
در ۱۹۷۶ با ماگدالنا رومان پرز، اهل ایبارتا ازدواج کرد و دارای دو فرزند شد. در همان سال، او تحت تأثیر یک درگیری داخلی در دانشگاه کاتولیک کیتو قرار گرفت. او در آن زمان تحقیق در مورد تحولات تاریخی ایدئولوژیک احزاب سیاسی در اکوادور را به دانشکده علوم انسانی پیشنهاد کرد، پیشنهادی که پذیرفته شد و در ۱۹۷۸ انجام شد و با عنوان مبارزه سیاسی احزاب در اکوادور به عنوان منشأ آن منتشر گردید.
در ۱۹۷۸ به انگلستان سفر کرد و در آنجا پس از تحصیل زبان انگلیسی در کمبریج، وارد دانشگاه اسکس شد و سال بعد مدرک کارشناسی ارشد خود را در رشته تاریخ تطبیقی گرفت. در ۱۹۸۲ دکترای (Ph.D.) تاریخ مدرن را ازدانشگاه آکسفورد دریافت کرد.

## بازگشت به دموکراسی
یک سال پس از رفتن به انگلستان، ارتش اکوادور قدرت را به دولت واگذار کرد. انریکه پس از بازگشت به کشورش در تشکیلات حزب سوسیالیست به همکاری پرداخت. در ۱۹۸۴، تحت فشار لئون فبرز کوردورو، به ادامه کار آکادمیک در دانشگاه کاتولیک پاپی اکوادور توقف زد، او از ۱۹۸۷در دانشکده علوم اجتماعی آمریکای لاتین به کار اشتغال داشت و در۱۹۸۴ کناره‌گیری نمود.
در این مدت انریکه در ۱۹۸۶ به نمایندگی از استان ایمبابورا و حزب سوسیالیست به کنگره ملی رفت و به همراه نمایندگان چپ دموکراتیک و جبهه چپ گسترده (FADI)، جنبش دموکراتیک مردمی (MPD)، بخشی از بلوک پارلمانی مترقی را تشکیل دادند. در میان دیگر چپ گرایان که مخالف دولت سوسیال مسیحی بودند. دوره او پارلمان در ۱۹۸۸ به پایان رسید.
در ۱۹۸۷ به عنوان سومین دبیر کمیته ملی اجرایی حزب سوسیالیست خدمت کرد. وی در ۱۹۹۰ به نمایندگی از همان حزب سوسیالیست به کنگره بازگشت و تا ۱۹۹۲ به فعالیتش ادامه داد و در این دوره او به مخالفان دولت رودریگو بورجا سیوالوس پیوست.
انریکه در همان سال کار خود را به منظور سازماندهی یک دفتر مرکزی در کیتو برای دانشگاه آندینا سیمون بولیوار آغاز کرد. در ۱۹۹۵ حزب او با FADI ادغام شد و حزب سوسیالیست فرنت آمپلیو (PS-FA) را تشکیل دادند.
طی ۱۹۹۷ و ۱۹۹۸ او یکی از اعضای مجلس مؤسسانی بود که پس از سقوط عبدالله بوکرم ایجاد شد و بخشی از همگرایی میهنی بین احزاب چپ بود که با اکثریت قاطع روبرو بودند، این کار پس از تضعیف هم‌گرایی به منظور ادغام سیاست‌های اجتماعی در قانون اساسی ۱۹۹۸صورت گرفت.
در ۲۰۰۳ او مجدداً به نمایندگی از استان کانتون پیچینچا وارد کنگره ملی شد و تا ۲۰۰۷ در این سمت باقی ماند. در دوران دولت رافائل کورئا، برخلاف موضع رسمی حزب خود، او بخشی از جناح ضد دولتی حزب خود، و احیاء سوسیالیستی حزب به عنوان حزب نزدیک به دولت بوده‌است.
در انتخابات ۲۰۱۷، وی پس از حمایت از تشکیل «موافقتنامه ملی برای تغییر» که پس از کاندید شدن پاکو مونکایو نامزد شد، در ۲۸ سپتامبر ۲۰۱۶ به عنوان هماهنگ‌کننده «موافقتنامه ملی برای تغییر» از سوی جنبش وحدت مردمی نامزد شد و در انتخابات ریاست جمهوری ۲۰۱۷ به عنوان نماینده مجلس استان ایمبابورا انتخاب گردید.
با توجه به تخصص او به عنوان یک مورخ، و دیدگاهش نسبت به استعمار اسپانیایی در قاره آمریکا و سه قرن بعدی که در آن سرزمین‌های آمریکا بخشی از امپراتوری اسپانیا به‌شمار می‌رفتند، تفسیری جزئی و محدود ارائه می‌دهد.

## زندگی سیاسی
- کنگره ملی اکوادور ۱۹۸۶–۱۹۸۸، معاون استان ایمبابورا (حزب سوسیالیست - جبهه گسترده اکوادور)
- کنگره ملی اکوادور ۱۹۸۶–۱۹۸۷، معاون رئیس‌جمهور (حزب سوسیالیست - جبهه گسترده اکوادور)
- کنگره ملی اکوادور ۱۹۹۰–۱۹۹۲، معاون استان ایمبابورا (حزب سوسیالیست - جبهه گسترده اکوادور)
- مجلس مؤسسان اکوادور ۱۹۹۷–۱۹۹۸، نماینده مجلس استان ایمبابورا (حزب سوسیالیست - جبهه گسترده اکوادور)
- کنگره ملی اکوادور ۲۰۰۳–۲۰۰۷، معاون استان پیچینچا (حزب سوسیالیست - جبهه گسترده اکوادور)
- دولت ملی اکوادور ۲۰۱۶، پیش کاندیدای ریاست جمهوری (توافق ملی برای تغییر)
- کنگره ملی اکوادور ۲۰۱۷، نامزد مجلس استان ایمبابورا (جنبش وحدت مردمی)

## انتشارات
- تاریخ جدید اکوادور (به عنوان ویراستار)، (۱۵ بانده)، کیتو، کورپوریشن، ۱۹۸۸–۱۹۹۵.
- سوسیالیسم و ملت اکوادور، کیتو، ادیکون لا دیرا، ۲۰۰۵.
- خلاصه تاریخ اکوادور، کیتو، کتابخانه عمومی فرهنگ، جلد ۱، کورپوریشن ویرایش، ۲۰۰۶.
- آموزش ادغام در کشورهای آند، لیما، دبیرخانه عمومی کانادا، ۲۰۰۶.
- تاریخ اکوادور، جلد ۱ و ۲.
- گارسیا مورنو، پروژه سیاسی آن و مرگ او در ماه اوت
- تاریخ انقلاب لیبرال اکوادور
- خوزه ماریا ولاسکو ایبارا: مجموعه ای از متون
- بولیواریسم در اکوادور
- پدرو مونکایو فکر کرد
- سیمون بولیوار
- اکوادور-پرو: تاریخ درگیری و صلح
- مبارزات سیاسی و خاستگاه احزاب در اکوادور
- تاریخچه کنگره ملی
- مجلس مؤسسان: چالش‌ها و فرصت‌ها
- سوسیالیسم و ملت اکوادور
- بحران سوسیالیسم: چالش‌ها و چشم‌اندازها در اکوادور و آمریکای لاتین